# Le Songe d'Ossian
Le Songe d'Ossian est un tableau du peintre français Jean-Auguste-Dominique Ingres réalisé en 1813. Cette huile sur toile représente le barde écossais Ossian endormi sur sa harpe et surmonté par une multitude de personnages en grisaille qu'il voit en rêve. Commandé par le Général de Miollis pour décorer le plafond de la chambre de Napoléon au palais du Quirinal, à Rome, elle est rachetée par l'artiste après la chute du Premier Empire et est aujourd'hui conservée au musée Ingres-Bourdelle de Montauban, dans le Tarn-et-Garonne.